# Starstrukk
Starstrukk – drugi singiel amerykańskiego zespołu 3OH!3. Piosenka pochodzi z debiutanckiego albumu Want. Powstała jeszcze druga wersja piosenki w duecie z Katy Perry i piosenkę włączono do wersji deluxe powyższego albumu.

## Teledysk
Klip miał premierę 8 czerwca 2009 i wyreżyserowany został przez Steve Jocz. Akcja teledysku rozgrywa się w Los Angeles, gdzie główni wokaliści uciekają przed grupą dziewczyn.
Powstał także teledysk do wersji utworu z Katy Perry. Reżyserami byli Steve Jocz oraz Marc Klasfeld.

## Sprzedaż i certyfikaty
| Kraj              | Certyfikat | Sprzedaż   |
| ----------------- | ---------- | ---------- |
| Stany Zjednoczone | Złoto      | 500.000+   |
| Świat             | Złoto      | 1.035.000+ |

## Notowania
| Notowanie (2009/2010)     | Najwyższa pozycja |
| ------------------------- | ----------------- |
| Australia                 | 4                 |
| Irlandia                  | 4                 |
| Wielka Brytania           | 3                 |
| Austria                   | 48                |
| Dania                     | 39                |
| Belgia                    | 47                |
| Nowa Zelandia             | 16                |
| Kanada                    | 31                |
| Stany Zjednoczone         | 66                |
| Stany Zjednoczone Airplay | 28                |
| Unia Europejska           | 32                |
| Świat                     | 21                |